# HD 45652
HD 45652は、いっかくじゅう座の方角にある、スペクトル型G8-K0の恒星である。地球から約114光年離れており、8.1等級である。
| 太陽 | HD 45652  |
| ---- | --------- |
| 太陽 | Exoplanet |

## 惑星系
2008年5月、太陽系外惑星HD 45652 bが周囲を公転していることが発表された。この惑星は、オート＝プロヴァンス天文台における2005年から2007年の視線速度法による観測結果から発見された。
| 名称 （恒星に近い順） | 質量      | 軌道長半径 （天文単位） | 公転周期 (日) | 軌道離心率  | 軌道傾斜角 | 半径 |
| --------------------- | --------- | ----------------------- | ------------- | ----------- | ---------- | ---- |
| b (Viriato)           | > 0.47 MJ | 0.23                    | 43.6 ± 0.2    | 0.38 ± 0.06 | —          | —    |

## 名称
2019年、世界中の全ての国または地域に1つの系外惑星系を命名する機会を提供する「IAU100 Name ExoWorldsプロジェクト」において、HD 45652 はポルトガル共和国に割り当てられる系外惑星系となった。このプロジェクトは、「国際天文学連合100周年事業」の一環として計画されたイベントの1つで、ポルトガル国内での選考、国際天文学連合 (IAU) への提案を経て太陽系外惑星とその主星に固有名が承認されるものであった。2019年12月17日、IAUから最終結果が公表され、HD 45652はLusitânia、HD 45652 bはViriatoと命名された。これらはポルトガルとイベリア半島西部の古代史に関連した地名と人名に由来しており、Lusitânia は、ほぼ現代のポルトガルの領域と重なるイベリア半島西部の旧称ルシタニアに、Viriato は紀元前2世紀にローマの侵略者に対する抵抗活動を率いた伝説的なリーダーの名前に、それぞれちなんで名付けられた。